# 도부 철도 6050계 전동차
도부 6050계 전동차(일본어: 東武6050系電車)는 1985년에 등장한 도부 철도의 중거리 전동차이다. 1개 편성은 모하 6150형과 쿠하 6250형으로 조성되는 1M1T 구성이다. 초기 44량은 비냉방차duT던 구 6000형의 교체 및 견인전동기 등을 재이용해서 제작되었다. 1988년에 추가로 14량이 신규 제작되었다.

## 개요
1량당 측면 2개씩 양쪽 가로 미닫이식 승객용 자동문이 있으며 자동문 하부 레일에는 보온용 전열기가 설치되어 있다. 차내는 고정식 대면 좌석(1량당 28명분)과 롱시트의 혼합식이다. 대면 좌석 사이에는 접는 탁자가 있다. 측면 유리창은 1단 하강식이다. 객실내 단부에도 행선 표시기를 갖추어 있다. 조명은 형광등 및 상야등 으로서 소형 백열등이 있다. 부수차에는 동양식 화장실이 있다. 일부 동력 대차에는 모래를 뿌리는 장치가 있다. 공기 압축기는 1편성 당 2대를 갖추어 있다. 5개 편성이 서리 제거용 모의 집전장치를 탑재하고 있다. 연결기는 전기 연결기가 부착된 밀착 연결기로 교체되었다.

동일 설계로 제작된 차량을 야간 철도가 1985년, 1986년, 1988년에 각 2량(61100번대), 아이즈 철도가 1990년에 2량(61200번대) 구입하였다.

## 운행
주로 도부 철도 아사쿠사 역과 도부 닛코 역 사이 및 시모이마이치 역에서 분기하는 도부 기누가와 선으로 특별 요금 불필요한 쾌속 열차 및 구간 쾌속 열차로서 운행한다. 일부 열차는 기누가와 선의 종착역 인 신후지와라 역으로 접속하는 야간 철도 아이즈키누가와 선 또한 야간 철도의 종착역인 아이즈 고원 오제구치 역에서 아이즈 철도 아이즈타지마역까지 직결 운행된다. 아사쿠사 역과 시모이마이치 역 사이를 운행하는 쾌속 및 구간 쾌속 열차는 거의 모두가 6량 편성이며 대부분이 시모이마이치 역에서 분리 또는 합병 운행된다. 도부 닛코 선 도치기역과 도부닛코 역 사이 및 기누가와 선에서 보통 열차로 운행할 경우도 많다. 아이즈키누가와 선의 모든 전동 열차로는 이 차량이 사용된다.

## 참고 문헌
- 철도 픽토리얼 464호 및 647호